# Domine quo vadis?
Domine, quo vadis? je slika iz leta 1602 italijanskega baročnega slikarja Annibala Carraccija (1560–1609), ki prikazuje prizor iz apokrifa Petrova dela. Hranijo jo v Narodni galeriji v Londonu, kjer je dobila naslov Kristus se prikaže svetemu Petru na Apijevi cesti. Predmet je v umetnosti redka upodobitev teme Quo vadis. Annibale Carracci je bil ustanovitelj italijanske baročne slikarske šole, imenovane bolonjska šola. Ta slika je eno njegovih najbolj znanih del. Peter je upodobljen, kako beži iz Rima, da bi se izognil križanju, in ima vizijo srečanja s Kristusom, ki nosi svoj križ. Peter vpraša Jezusa »Quo vadis?« na kar je odgovoril: »Romam vado iterum crucifigi« (Grem v Rim, da bom ponovno križan). Peter se po tem videnju vrne v Rim.

## Opis
Delo prikazuje prizor iz apokrifnih Petrovih del sestavljeno v 2. stoletju in vzeto iz Legenda Aurea Jacopa da Varazzeja. Sveti Peter med begom iz Rima po starodavni Via Appia sreča zunaj mesta Kristusa, ki gre v nasprotni smeri proti mestu in nosi svoj križ. Peter ga vpraša: '«Domine, quo vadis?« Vprašanje je v latinščini in pomeni »Gospod, kam greš?« Jezus odgovori »Eo Romam iterum crucifigi«, kar pomeni: »Grem v Rim, da bom ponovno križan.«
Prizor, kot je katalogiziran v apokrifnih delih svetega Petra, opisuje Petra, ki beži iz Rima v času preganjanja cesarja Nerona. To srečanje spominja na Petrovo zanikanje, ko se je Peter odločil trikrat zatajiti Jezusa med njegovim trpljenjem in križanjem. Sveti Peter se zaveda, da je zdaj na poti, da znova naredi isto napako in zapusti Jezusa in njegovo cerkev v trenutku nevarnosti. Peter se obrne, ko razume, da je bilo to znamenje, in se vrne v Rim, da bi se soočil z mučeništvom. Sliko je naročil kardinal Pietro Aldobrandini in je bila shranjena v zbirki Aldobrandini, zabeleženi leta 1603.
Umetniško delo združuje dva različna sloga; oba ponazarjata značilen baročni pristop k temi. Barve so nastale pod vplivom bogatih barv beneške šole, figure pa so monumentalne. Ta novi slog poskuša vrniti duh klasicizma, ki ga najdemo v Michelangelovih in Rafaelovih delih, v Carraccijev slog; prišlo je v času, ko je Carracci vstopil v pomembno novo fazo ustvarjalnosti. Carracci je veliko risal tudi po živih modelih. V Domine, quo vadis? je Kristusa upodobil kot mišičastega atleta, ki z lahkoto nosi križ na rami, ko gre mimo svetega Petra, z dramatično kretnjo, ki izbruhne na platno. Ta nova doba je dobila dramatičen občutek z nagibom k intenzivnejšemu gibanju in »figuram, [ki] so bogate z dostojanstvom«. Peter je imel prvotno bolj vzravnano držo, vendar je Carracci to spremenil, da bi ponazoril čustveni šok, ko je Peter srečal Jezusa. Slike so vključevale sklicevanja na klasično antiko, vključno z arhitekturo, kot so templji in stebri; merilo posameznikov je bilo povečano tako, da so se približali površini, kar je dalo vtis, da bodo izstopili iz slike.